# 13376 Dunphy
13376 Dunphy este un asteroid din centura principală de asteroizi.

## Descriere
13376 Dunphy este un asteroid din centura principală de asteroizi. A fost descoperit pe 15 noiembrie 1998 la Cocoa de Ian P. Griffin. El prezintă o orbită caracterizată de o semiaxă mare de 2,65 ua, o excentricitate de 0,15 și o înclinație de 9,5° în raport cu ecliptica.